# Bourg-sous-Châtelet
Pour les articles homonymes, voir Châtelet.
Bourg-sous-Châtelet est une commune française située dans le département du Territoire de Belfort, la région culturelle et historique de Franche-Comté et la région administrative Bourgogne-Franche-Comté.
Elle est membre de la communauté de communes du Pays Sous Vosgien.

## Géographie
Le territoire de la commune a une superficie de 84 ha dont 36 ha de forêt. L'altitude moyenne du village est de 418 mètres.
La commune est bordée par Anjoutey à l'ouest et Saint-Germain-le-Châtelet à l'est.
Le bassin houiller stéphanien sous-vosgien s’étend sur le territoire communal (où il affleure) et aux alentours, entre Bouhans-lès-Lure, Ronchamp, Lomont à l'ouest et Romagny à l'est.
C'est une des 189 communes du parc naturel régional des Ballons des Vosges.

### Climat
Pour des articles plus généraux, voir Climat de la Bourgogne-Franche-Comté et Climat du Territoire de Belfort.
En 2010, le climat de la commune est de type climat des marges montargnardes, selon une étude du Centre national de la recherche scientifique s'appuyant sur une série de données couvrant la période 1971-2000. En 2020, Météo-France publie une typologie des climats de la France métropolitaine dans laquelle la commune est exposée à un climat semi-continental et est dans la région climatique Vosges, caractérisée par une pluviométrie très élevée (1 500 à 2 000 mm/an) en toutes saisons et un hiver rude (moins de 1 °C).
Pour la période 1971-2000, la température annuelle moyenne est de 9,7 °C, avec une amplitude thermique annuelle de 17,3 °C. Le cumul annuel moyen de précipitations est de 1 169 mm, avec 12,1 jours de précipitations en janvier et 10,5 jours en juillet. Pour la période 1991-2020, la température moyenne annuelle observée sur la station météorologique de Météo-France la plus proche, « Felon_sapc », sur la commune de Felon à 2 km à vol d'oiseau, est de 10,3 °C et le cumul annuel moyen de précipitations est de 1 056,1 mm. 
La température maximale relevée sur cette station est de 38 °C, atteinte le 7 août 2015 ; la température minimale est de −19,3 °C, atteinte le 20 décembre 2009,,.
Les paramètres climatiques de la commune ont été estimés pour le milieu du siècle (2041-2070) selon différents scénarios d'émission de gaz à effet de serre à partir des nouvelles projections climatiques de référence DRIAS-2020. Ils sont consultables sur un site dédié publié par Météo-France en novembre 2022.

## Urbanisme

### Typologie
Au 1er janvier 2024, Bourg-sous-Châtelet est catégorisée commune rurale à habitat dispersé, selon la nouvelle grille communale de densité à sept niveaux définie par l'Insee en 2022.
Elle est située hors unité urbaine. Par ailleurs la commune fait partie de l'aire d'attraction de Belfort, dont elle est une commune de la couronne,. Cette aire, qui regroupe 91 communes, est catégorisée dans les aires de 50 000 à moins de 200 000 habitants,.

### Occupation des sols
L'occupation des sols de la commune, telle qu'elle ressort de la base de données européenne d’occupation biophysique des sols Corine Land Cover (CLC), est marquée par l'importance des forêts et milieux semi-naturels (50,1 % en 2018), une proportion identique à celle de 1990 (50,1 %). La répartition détaillée en 2018 est la suivante : forêts (50,1 %), zones agricoles hétérogènes (39,7 %), prairies (10,2 %). L'évolution de l'occupation des sols de la commune et de ses infrastructures peut être observée sur les différentes représentations cartographiques du territoire : la carte de Cassini (XVIIIe siècle), la carte d'état-major (1820-1866) et les cartes ou photos aériennes de l'IGN pour la période actuelle (1950 à aujourd'hui).

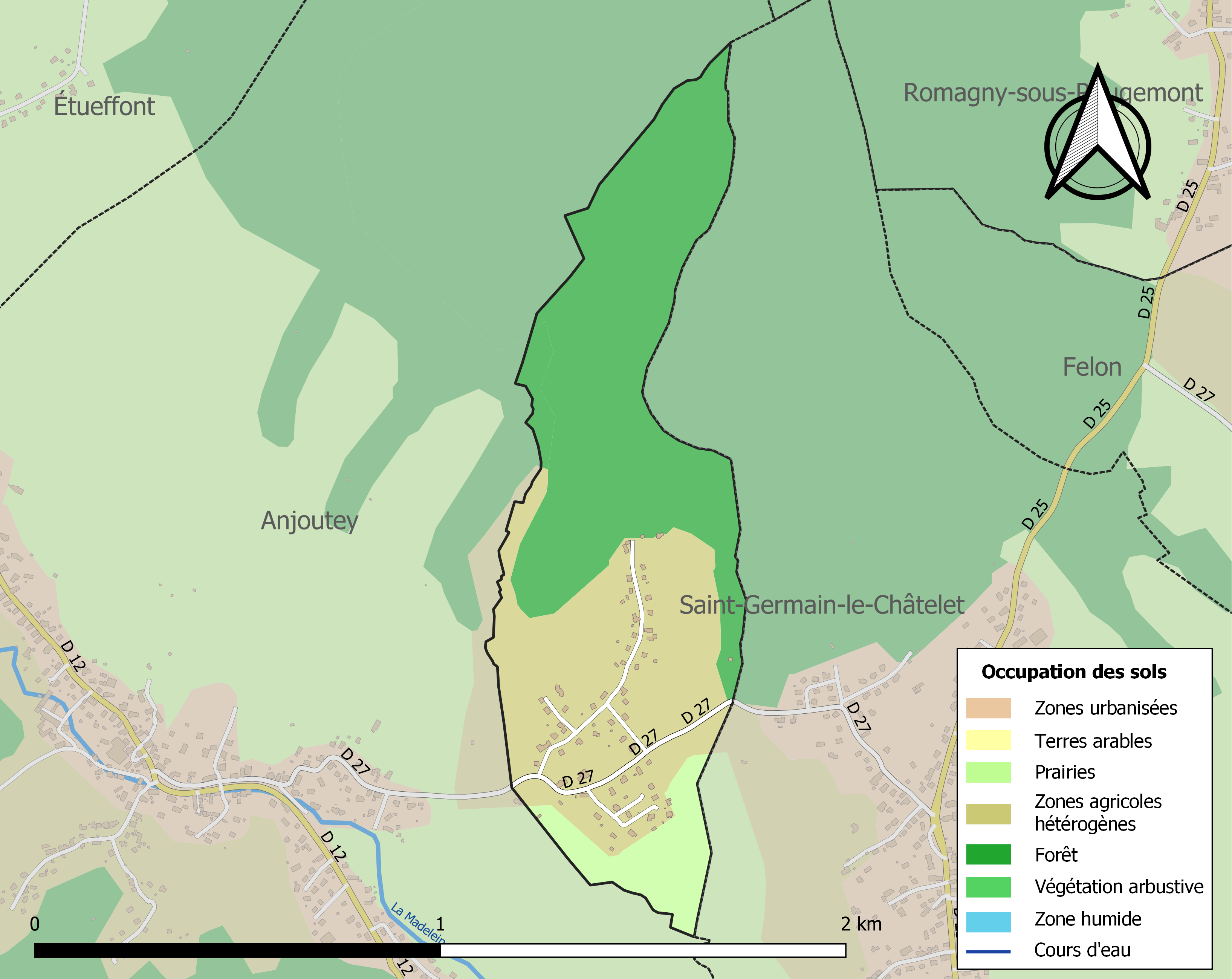
Carte des infrastructures et de l'occupation des sols de la commune en 2018 (CLC).

## Toponymie
Bourg-sous-Châtelet doit son nom au petit château (le « châtelet » dont il ne reste de trace que dans la toponymie) et à la chapelle castrale qui auraient existé entre le Xe et le XIIe siècle au sommet de la butte qui domine Saint-Germain-le-Châtelet et Bourg.

## Histoire
Jusqu'à la fin du XVIIe siècle, le village n'était qu'un groupe de quelques fermes abritant 70 habitants environ. Il avait possédé une chapelle jusqu'au milieu du XVe siècle mais était rattaché à la paroisse d'Étueffont. C'est avec la construction en 1776 de son église qu'Anjoutey devint une paroisse englobant Bourg.
- Moyen Âge : à l'abri du châtelet de Saint-Germain, quelques exploitations agricoles s'établissent dans l'espace séparant Anjoutey et Saint-Germain-le-Châtelet. Le terrain est pauvre mais permet la culture du seigle, de l'épeautre et de l'avoine. Le village fait partie de la seigneurie du Rosemont.
- Avant 1800 : avec la guerre de Trente Ans s'est achevée une période troublée de plusieurs siècles qui avait freiné le développement de la région. La population augmente pour atteindre une centaine d'habitants.
- 1800-1850 : établissement de nombreux tisserands à domicile travaillant pour les fabriques mulhousiennes. Au moins deux ateliers de tissage s'installent et emploient 50 tisserands, sans compter les ouvriers chargés de l'ourdissage, montage de chaîne… La population du village dépasse les 150 habitants.
- 1850-1900 : déclin des ateliers de Bourg au profit des tissages mécaniques voisins et crises de l'industrie textile. Des ouvriers de Bourg travaillent à Anjoutey ou Saint-Germain, très proches.
- 1900-1950 : émigration vers les centres industriels urbains. La population tombe à une trentaine d'habitants.
- 1950-1970 : les petites exploitations agricoles suffisent à peine à nourrir les habitants qui doivent compléter leurs revenus avec d'autres activités.
- 1970-1985 : le développement de l'automobile, l'accroissement des revenus et le prix des terrains aux abords des grands centres industriels encouragent les citadins à faire construire des maisons d'habitation de plus en plus loin des villes. La petite superficie de la commune et sa situation à l'écart des grands axes ne favorisent pas la construction de lotissements.
- 1985-2000 : la crise économique ralentit le développement de nouvelles constructions mais une reprise très nette est observée à la fin des années 1990.

## Politique et administration

### Liste des maires

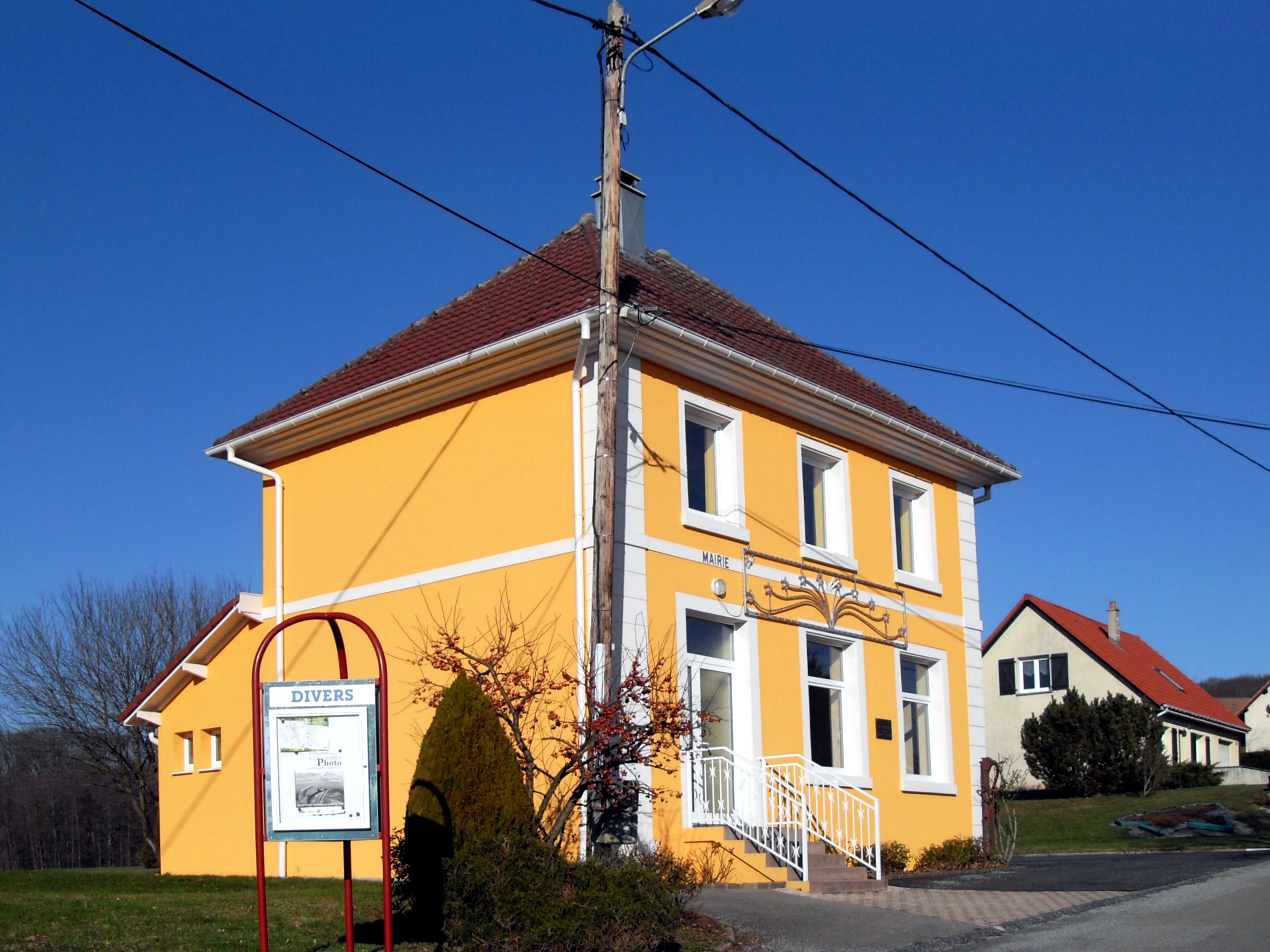
La mairie.

| Période                                  | Période   | Identité         | Étiquette | Qualité |
| ---------------------------------------- | --------- | ---------------- | --------- | ------- |
| Les données manquantes sont à compléter. |           |                  |           |         |
| mars 2001                                | mars 2008 | Bernard Gutleben |           |         |
| mars 2008                                | En cours  | Armand Nawrot    |           |         |

### Budget et fiscalité 2015
En 2015, le budget de la commune était constitué ainsi :
- total des produits de fonctionnement : 54 000 €, soit 443 € par habitant ;
- total des charges de fonctionnement : 47 000 €, soit 382 € par habitant ;
- total des ressources d’investissement : 1 000 €, soit 5 € par habitant ;
- total des emplois d’investissement : 15 000 €, soit 125 € par habitant ;
- endettement : 0 €, soit 0 € par habitant.

Avec les taux de fiscalité suivants :
- taxe d’habitation : 8,36 % ;
- taxe foncière sur les propriétés bâties : 6,26 % ;
- taxe foncière sur les propriétés non bâties : 36,46 % ;
- taxe additionnelle à la taxe foncière sur les propriétés non bâties : 0,00 % ;
- cotisation foncière des entreprises : 0,00 %.

## Population et société

### Démographie
L'évolution du nombre d'habitants est connue à travers les recensements de la population effectués dans la commune depuis 1793. Pour les communes de moins de 10 000 habitants, une enquête de recensement portant sur toute la population est réalisée tous les cinq ans, les populations de référence des années intermédiaires étant quant à elles estimées par interpolation ou extrapolation. Pour la commune, le premier recensement exhaustif entrant dans le cadre du nouveau dispositif a été réalisé en 2008.

En 2022, la commune comptait 120 habitants, en évolution de +6,19 % par rapport à 2016 (Territoire de Belfort : −2,78 %, France hors Mayotte : +2,11 %).
| 1793 | 1800 | 1806 | 1821 | 1831 | 1836 | 1841 | 1846 | 1851 |
| ---- | ---- | ---- | ---- | ---- | ---- | ---- | ---- | ---- |
| 80   | 98   | 117  | 143  | 159  | 159  | 132  | 126  | 126  |

| 1856 | 1861 | 1866 | 1872 | 1876 | 1881 | 1886 | 1891 | 1896 |
| ---- | ---- | ---- | ---- | ---- | ---- | ---- | ---- | ---- |
| 109  | 109  | 95   | 83   | 87   | 78   | 82   | 72   | 85   |

| 1901 | 1906 | 1911 | 1921 | 1926 | 1931 | 1936 | 1946 | 1954 |
| ---- | ---- | ---- | ---- | ---- | ---- | ---- | ---- | ---- |
| 71   | 59   | 57   | 37   | 32   | 39   | 37   | 22   | 34   |

| 1962 | 1968 | 1975 | 1982 | 1990 | 1999 | 2006 | 2008 | 2013 |
| ---- | ---- | ---- | ---- | ---- | ---- | ---- | ---- | ---- |
| 30   | 28   | 45   | 85   | 111  | 126  | 129  | 130  | 115  |

| 2018 | 2022 | - | - | - | - | - | - | - |
| ---- | ---- | - | - | - | - | - | - | - |
| 122  | 120  | - | - | - | - | - | - | - |

## Culture locale et patrimoine

### Lieux et monuments
- Construction en 1776 de l'église de la nouvelle paroisse Anjoutey-Bourg[21],[22].
- Début 2017, la commune est « réputée sans clochers »[23].
- Monument aux morts d'Anjoutey-Bourg[24].

### Héraldique
|  | Les armes de la commune se blasonnent ainsi : D'azur à la fasce bastillée de quatre pièces d'or, maçonnée de sable. |

## Pour approfondir